# Estação Alcântara
Alcântara é uma estação do Metropolitano de Lisboa cuja construção deverá iniciar-se em 2025. Situar-se-á no concelho de Lisboa, servindo de terminal sul da Linha Vermelha. Prevê-se a sua inauguração em 2027 em conjunto com as estações Infante Santo, Campo de Ourique e Campolide / Amoreiras, no âmbito da expansão da rede à zona ocidental da cidade de Lisboa.

## Descrição
Esta estação estará localizada a 14,8 m de altura, do lado poente da Praça General Domingos de Oliveira, no centro da via de acesso à Ponte 25 de Abril, possibilitando o acesso à Estação Ferroviária de Alcântara-Terra da Infraestruturas de Portugal. À semelhança das mais recentes estações do Metropolitano de Lisboa, estará equipada para poder servir passageiros com deficiências motoras, contando com vários elevadores e escadas rolantes que facilitam o acesso às plataformas.

## Acessos
Esta estação contará com sete acessos pedonais:
- Acesso 1 - estará localizado no início da Rua do Alvito, próximo do cruzamento com a Rua da Quinta do Jacinto. Estará direcionado para nascente e contará unicamente com escadas pedonais.
- Acesso 2 - estará localizado na via de acesso à Ponte 25 de Abril, junto da Rua de Alcântara. Estará direcionado para nascente e contará unicamente com escadas pedonais.
- Acesso 3 - estará localizado na Rua de Alcântara, próximo do cruzamento com a Calcada da Tapada. Estará direcionado para sul e contará com uma rampa, servindo também de acesso às plataformas do LIOS, no piso -1 da estação.
- Acesso 4 - estará localizado na Rua da Quinta do Jacinto, próximo do cruzamento com a Rua 4. Estará direcionado para norte e contará com duas escadas mecânicas assim como escadas pedonais.
- Acesso 5 - estará localizado na Calcada da Tapada, próximo do cruzamento com a Rua Padre Adriano Botelho. Estará direcionado para poente e contará com uma rampa.
- Acessos 6 e 7 - estarão localizados na Praça General Domingos de Oliveira, no início da via de acesso à Ponte 25 de Abril. Estarão direcionados para nascente e contarão com uma rampa, servindo também de acesso a cada uma das plataformas do LIOS, no piso -1 da estação.